# Szerecsencincér
A szerecsencincér (Leptura aethiops) a cincérfélék családjába tartozó, Eurázsiában honos, lombos fákon élő bogárfaj. 

## Megjelenése
A szerecsencincér testhossza a hím esetében 10-16 mm, a nőstény 11-17 mm-es. Testalkata megnyúlt, karcsú. Az előtor oldala ívelő, hátsó pereme kiszélesedő; szárnyfedői ék alakúak, oldalvonalaik a válltól kezdve keskenyednek. Színe fekete, felszínét sötétbarna vagy fekete, alsó oldalát szürkés vagy sárgásfehér szőrök fedik. Az előtor nagyon sűrűn és durván pontozott, a szárnyfedők pontozása felül az előtoréhoz hasonló, de sokkal gyérebb és sekélyesebb, hátrafelé a pontozás fokozatosan finomodik. A szárnyfedők töve a vállon csak lapos, de nem hosszant benyomott.

## Elterjedése és életmódja
Eurázsiában honos, Nyugat-Európától egészen Kamcsatkáig. Magyarországon szórványosan, ritkán fordul elő, a Fertő-tó mellett, Sopron, Zirc, Martonkáta, Debrecen, Pálháza környékén ismertek állományai.
Lárvája különféle lombos fák (éger, nyír, fűz, hárs, gyertyán, nyár, tölgy, stb., ritkán fenyő is) elhalt, korhadó, gombafonalakkal átszőtt törzsében, tönkjében él. Fejlődése két évig tart, majd tavasszal bebábozódik. Az imágó májustól augusztusig rajzik. Nappal aktív és többnyire különféle virágokon (rózsafélék, ernyősök, fészkesvirágúak) tartózkodik. 

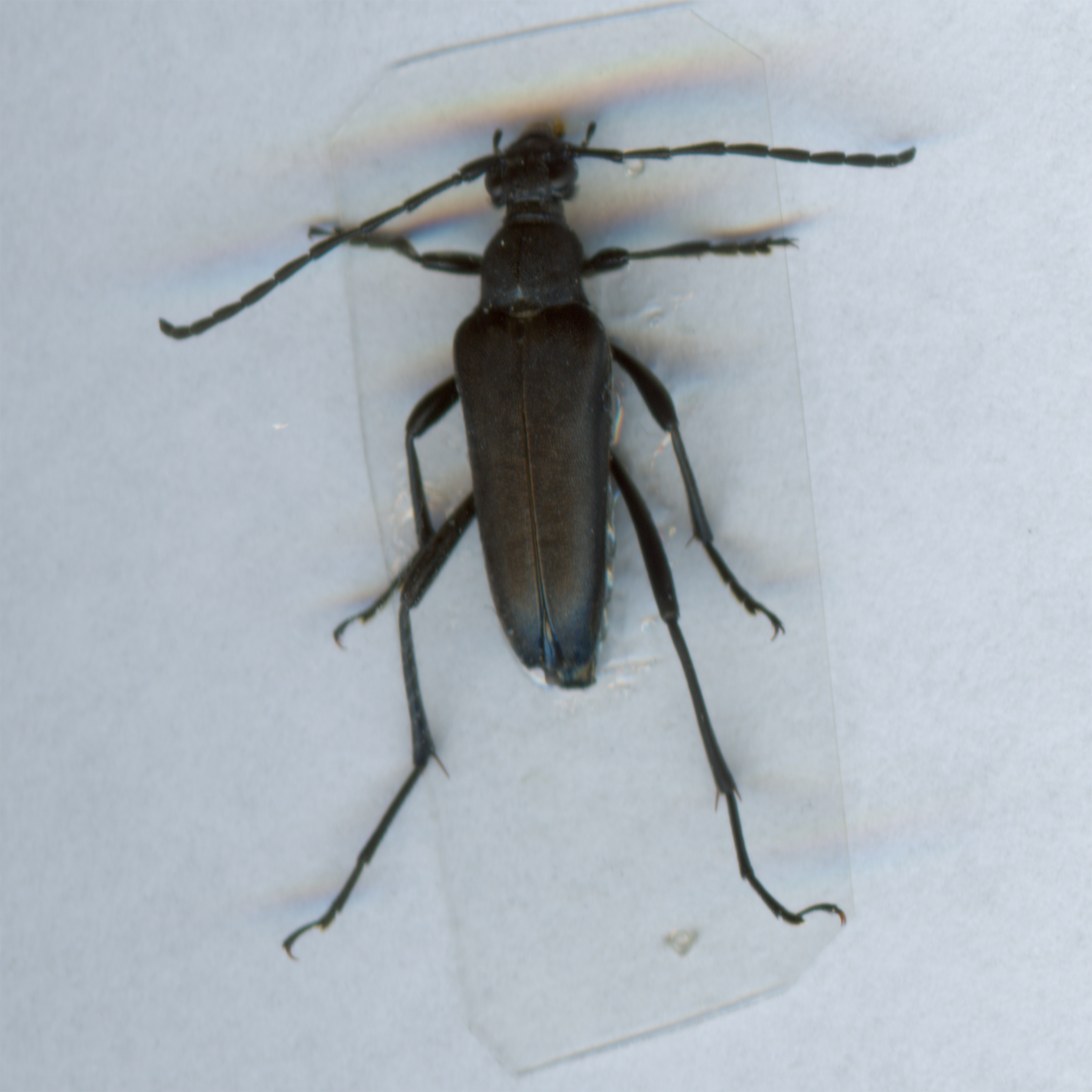
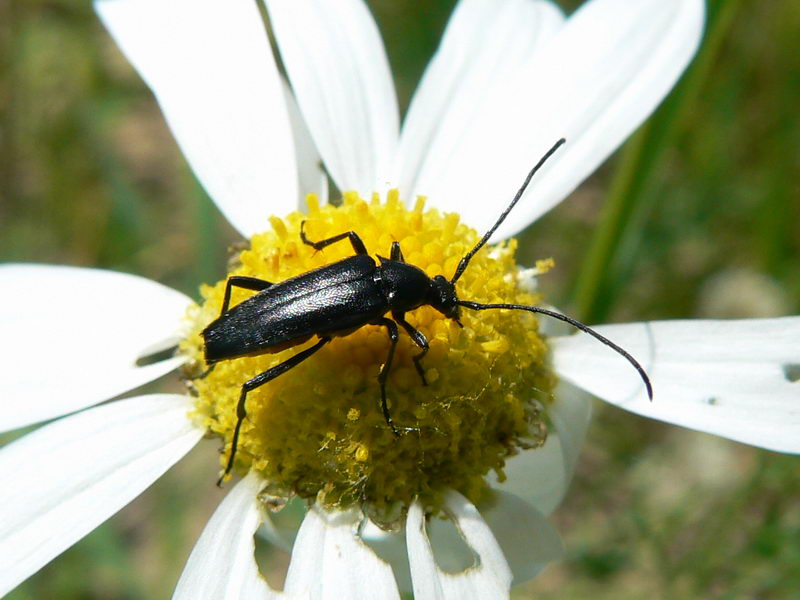
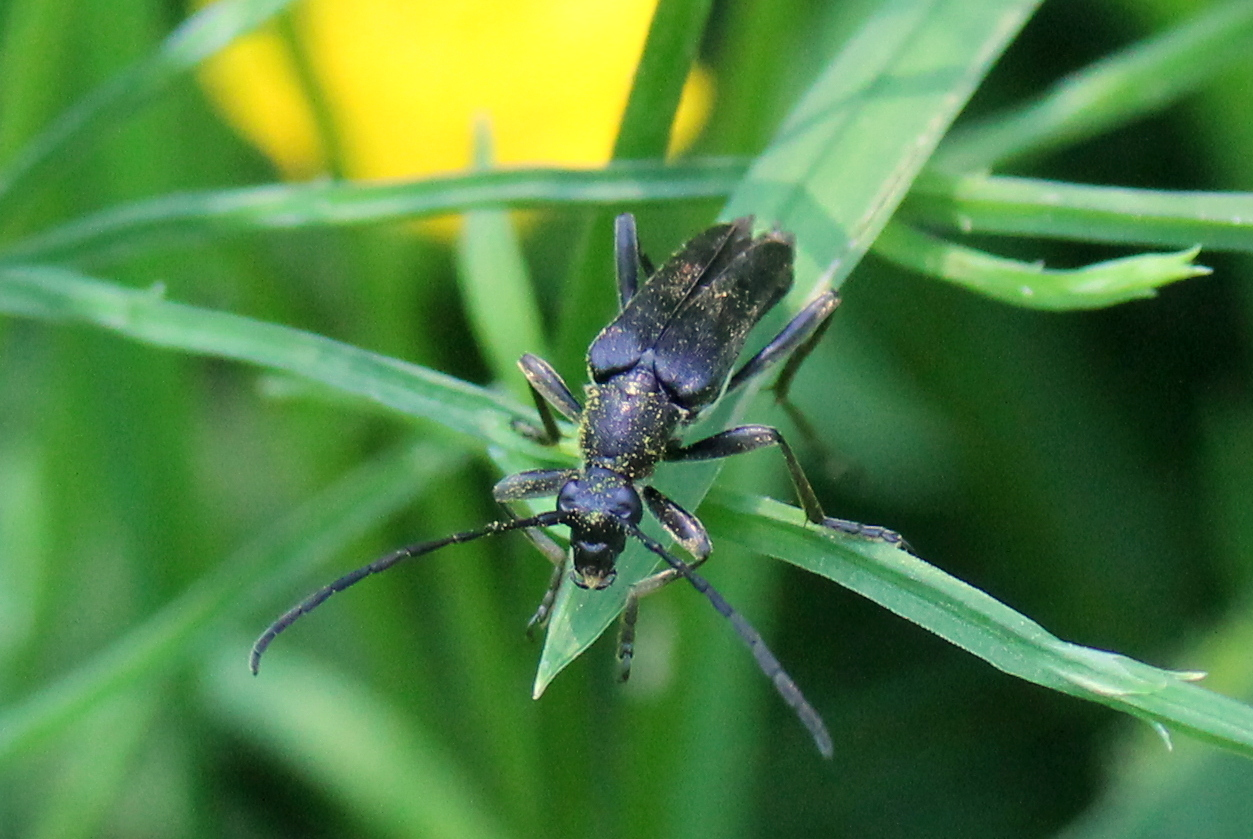
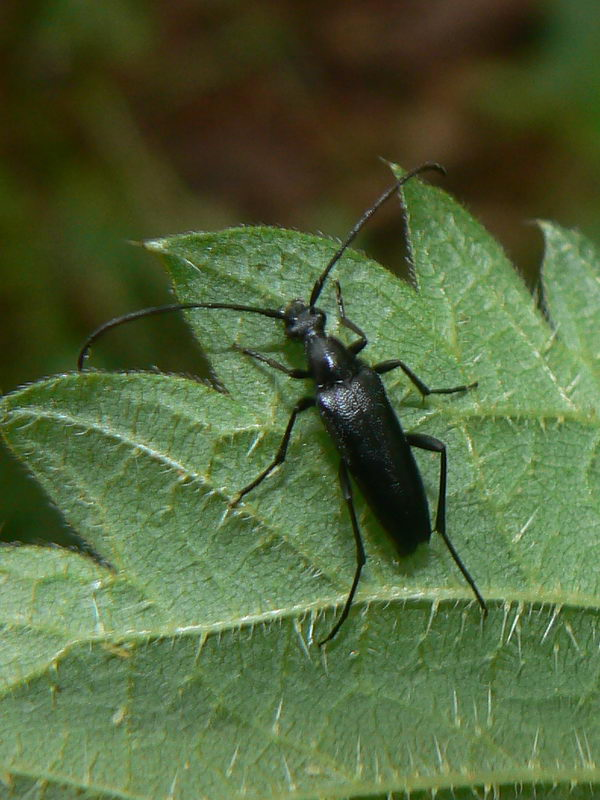
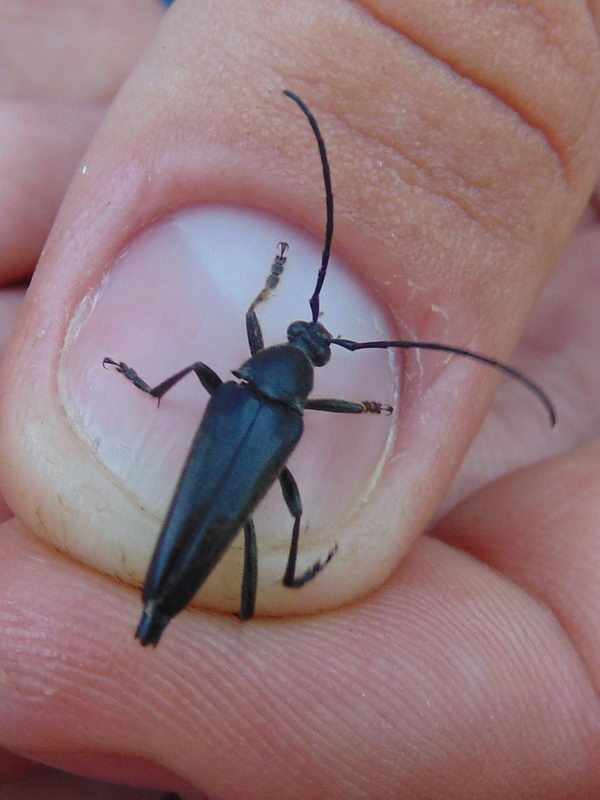

Magyarországon nem védett.